# Etteratto

Rappresentazione bidimensionale di un etteratto.

Un etteratto è una forma geometrica regolare di 7 dimensioni spaziali che possiede 128 vertici, 448 spigoli, 672 facce quadrate, 561 celle cubiche, 280 ipercelle tesserattiche, 84 celle penterattiche (di 5 dimensioni spaziali) e 14 celle esserattiche (di 6 dimensioni spaziali).
Il nome etteratto deriva dalla fusione tra la parola tesseratto e la parola greca ἐπτά (sette).